# 235027 Pommard
235027 Pommard este un asteroid din centura principală de asteroizi.

## Descriere
235027 Pommard este un asteroid din centura principală de asteroizi. A fost descoperit pe 23 martie 2003 la Vicques de Michel Ory. Asteroidul prezintă o orbită caracterizată de o semiaxă mare de 2,30 ua, o excentricitate de 0,18 și o înclinație de 0,2° în raport cu ecliptica.